# کیم سونگ جو
کیم سونگ جو (کره‌ای: 김성주؛ زادهٔ ۱۰ اکتبر ۱۹۷۲) مجری و گوینده تلویزیونی اهل کره جنوبی است. او از سال ۲۰۱۵ تاکنون مجری برنامه پادشاه خواننده نقابدار است.

## اوایل زندگی
کیم سونگ جو زادهٔ چئونگ‌جو، استان چونگچئونگ شمالی، کره جنوبی است.
او در دبیرستانی در چئونگ‌جو تحصیل کرد و بعد به سئول نقل مکان کرد، جاییکه از دانشگاه چونگ آنگ فارغ‌التحصیل شد.